# Eothyrididae
Los eotirídidos (Eothyrididae) son una familia extinta de sinápsidos pelicosaurios insectívoros primitivos. Sólo se conocen dos géneros, Eothyris y Oedaleops, ambos del Pérmico Inferior de América del Norte. Su característica más distintiva son sus grandes dientes caniniformes en el maxilar.
Los eotirídidos comparte con Caseidae algunas características como la morfología de su hocico y narinas y es probable que hayan sido sus ancestros. Los dos conforman el suborden Caseasauria. 
Eothyris se conoce a partir de un solo espécimen; Oedaleops es conocido por tres fragmentos de cráneo y algunas porciones de sus extremidades. Los cráneos tienen alrededor de 6 centímetros de longitud, sugiriendo que la longitud total del animal no superaba el metro. 
Ambos géneros existieron durante el Pérmico Inferior en lo que hoy es América del Norte. Actualmente se considera un grupo basal dentro del suborden Caseasauria. Estos a su vez conforman un clado hermano del suborden Eupelycosauria, que dieron origen a los Terápsidos. 